# ليوناردو سانتياغو
ليوناردو سانتياغو (بالبرتغالية: Leonardo Santiago‏) (9 مارس 1983 بريو دي جانيرو في البرازيل - ) هو لاعب كرة قدم برازيلي في مركز الهجوم. لعب مع أياكس أمستردام وفاينورد وميونخ 1860 ونادي ريد بل سالزبورغ ونادي فيرينتسفاروشي وناك بريدا.

## وصلات خارجية
- ليوناردو سانتياغو على موقع قاعدة بيانات كرة القدم.إي يو (الإنجليزية)
- ليوناردو سانتياغو على موقع Soccerway.com (الإنجليزية)
- ليوناردو سانتياغو على موقع عالم كرة القدم.نت (الإنجليزية)